# Podhajna
Podhajna (biał. Падгайна, Padhajna; ros. Подгайна, Podgajna) – wieś na Białorusi, w obwodzie grodzieńskim, w rejonie korelickim, w sielsowiecie Rajca, nad Serweczem.

## Historia
W XIX i w początkach XX w. część Tuhanowicz, położona w Rosji, w guberni mińskiej, w powiecie nowogródzkim, w gminie Cyryn.
W dwudziestoleciu międzywojennym osobna wieś leżąca w Polsce, w województwie nowogródzkim, w powiecie nowogródzkim, w gminie Cyryn. W 1921 miejscowość liczyła 100 mieszkańców, zamieszkałych w 21 budynkach, w tym 96 Białorusinów i 4 osoby innej narodowości. Wszyscy mieszkańcy byli wyznania prawosławnego.
Po II wojnie światowej w granicach Związku Sowieckiego. Od 1991 w niepodległej Białorusi.